# Heglibister

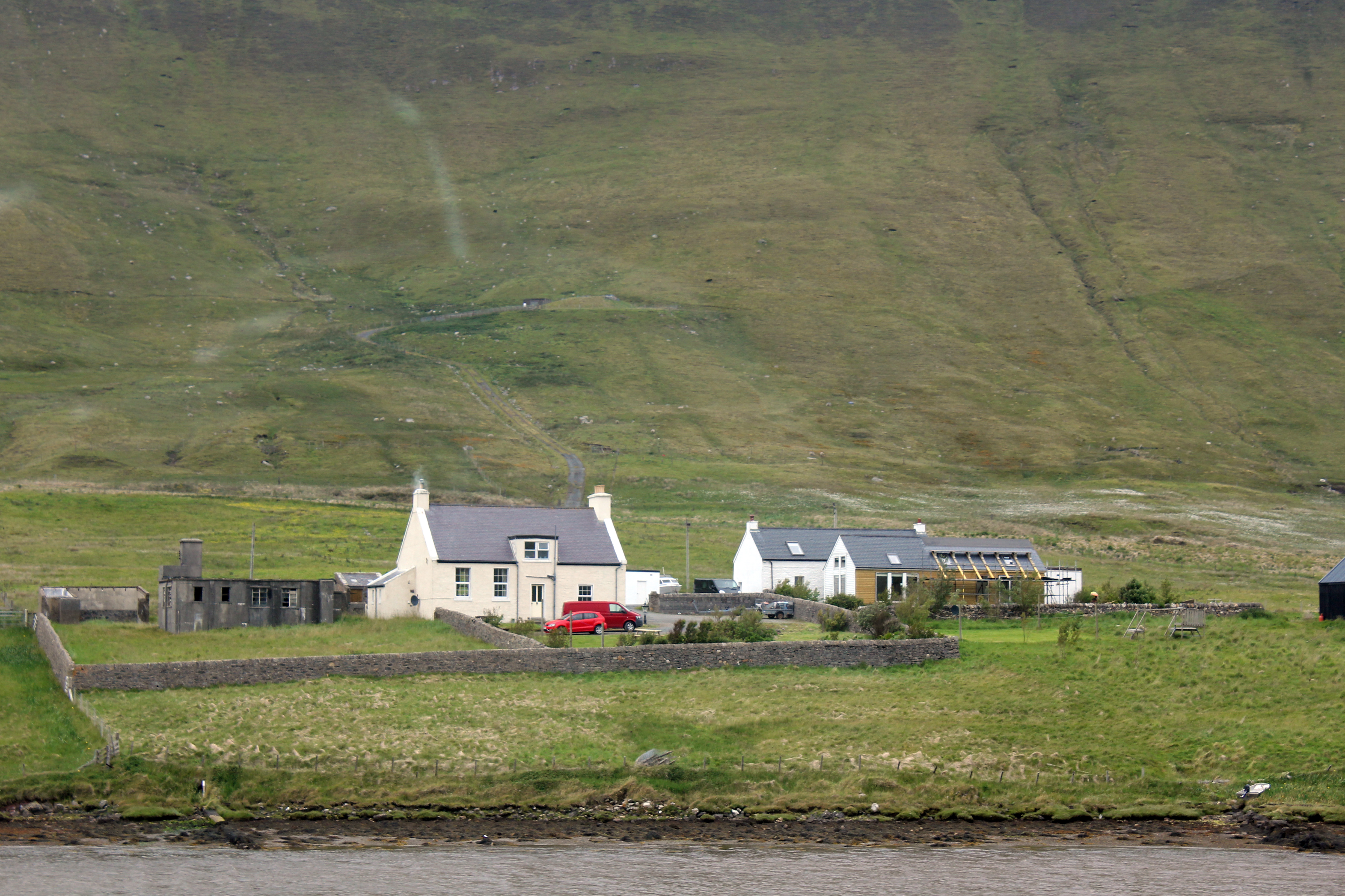
Häuser in Heglibister

Heglibister ist eine Ortschaft, die im Südwesten der zu Schottland zählenden Shetlands liegt.

## Geographie
Heglibister ist ein kleines Dorf, das im Westen von Mainland am westlichen Ufer der Meeresbucht Weisdale Voe liegt. Überragt wird es von den Bergen Hill of Sound und Weisdale Hill im Nordwesten. Lerwick liegt 13 Kilometer entfernt in südöstlicher Richtung. Ortschaften in der Nähe sind Weisdale im Norden und Tresta im Westen.

## Historisches
Im Rahmen der historischen Gliederung Schottlands in Civil Parishes zählt Heglibister zu Tingwall.

## Verkehr
Heglibister liegt unterhalb der A971, die die zentrale Straße im Westen von Mainland bildet.